# Dactylopsila
Dactylopsila é um gênero de marsupial da família Petauridae.

## Espécies
- Dactylopsila megalura Rothschild & Dollman, 1932
- Dactylopsila tatei Laurie, 1952
- Dactylopsila trivirgata Gray, 1858